# Віла-Нова-де-Гая
Ві́ла-Но́ва-де-Ґа́я (порт. Vila Nova de Gaia; МФА: [ˈvi.ɫɐ ˈno.vɐ dɨ ˈgaj.ɐ], Ві́ла-Но́ва-ди-Ґа́я) — муніципалітет і місто в Португалії, в окрузі Порту. Розташований у північно-західній частині країни, на березі Атлантичного океану, на теренах історичної португальської провінції Дору-Міню. Належить до Портуської діоцезії Католицької церкви в Португалії. Права міського самоврядування має з 1834 року. Поділяється на 15 парафій. За адміністративним поділом, чинним до 1976 року, був складовою провінції Берегове Дору. Площа муніципалітету — 168,46 км², населення муніципалітету — 301496 ос. (2015); густота населення — 1789,72 осіб/км²
. Патрон — Іван Хреститель. Святковий день муніципалітету — 24 червня. Поштовий індекс — 4400.  Код місцевої адміністративної одиниці — 1317. Складова статистичного регіону Північ. Світовий центр виробництва портвейну.

## Назва
- Віла-Нова-де-Ґая (порт. Vila Nova de Gaia, стара ортографія: порт. Villa Nova de Gaia) — сучасна португальська назва.

## Географія
Віла-Нова-де-Гая розташована на північному заході Португалії, на південному заході округу Порту.
Розташоване на річці Дору — на протилежному березі від Порту.
Місто і муніципалітет входять в економіко-статистичний регіон Північний регіон і субрегіон Великий Порту. Розташоване на лівому (південному) березі річки Дору навпроти адм. центру округу міста Порту, розташованого на правому березі.
Віла-Нова-де-Гая межує на півночі з муніципалітетом Порту, на північному сході — з муніципалітетом Гондомар, на півдні — з муніципалітетами Санта-Марія-да-Фейра і Ешпіню. На заході омивається водами Атлантичного океану.

## Історія
Поселення існує з давніх часів. Під час арабського завоювання Іберії тривалий час, (до 1000 року) кордон проходив по річці Дору, однак християни змогли відвоювати поселення близько 1035 р. Поселення назвали Портус Кале, від цього імені і пішла назва країни Португалія.
1255 року португальський король Афонсу III надав Гаї форал, яким визнав за поселенням статус містечка та муніципальні самоврядні права.
Права міста Гая одержала тільки в 1841 р. За старим адміністративним поділом входив в провінцію Берегове Дору.

## Пам'ятки
- У Гаї розташовані історичні винні погреби відомих у всьому світі фірм-виробників португальського портвейну.
- Віла-Нова-де-Гая поєднується з Порту ажурними мостами. Один з них — залізничний Ponte D.Maria Pia — збудований за проєктом Густава Ейфеля.

## Населення
| Кількість мешканців | Кількість мешканців | Кількість мешканців | Кількість мешканців | Кількість мешканців | Кількість мешканців | Кількість мешканців | Кількість мешканців | Кількість мешканців | Кількість мешканців | Кількість мешканців | Кількість мешканців | Кількість мешканців | Кількість мешканців | Кількість мешканців | Кількість мешканців |
| ------------------- | ------------------- | ------------------- | ------------------- | ------------------- | ------------------- | ------------------- | ------------------- | ------------------- | ------------------- | ------------------- | ------------------- | ------------------- | ------------------- | ------------------- | ------------------- |
| 1864                | 1878                | 1890                | 1900                | 1911                | 1920                | 1930                | 1940                | 1950                | 1960                | 1970                | 1981                | 1991                | 2001                | 2011                |                     |
| 47 631              | 54 456              | 65 713              | 74 482              | 84 994              | 85 900              | 102 950             | 119 697             | 133 760             | 157 357             | 180 875             | 226 331             | 248 565             | 288 749             | 302 295             |                     |

## Економіка
- Основною статтею доходу міста є виробництво портвейну. Всесвітньо відомі фірми виробники розташували свої напівпідземні виносховища, бари та магазини на набережній в південної частини Дору — прямо навпроти історичного центру та набережної міста Порту. Найбільш відомі з них (в алфавітному порядку): Barros, Cálem, Fonseca, Graham's, Niepoort, Offley, Osborne, Sandeman, Taylors, та ін.
- Також важливою статтею доходу є туризм та відпочинок, який приваблюють океанські пляжі.

## Парафії
1. Аркозелу
2. Авінтеш
3. Валадареш
4. Вілар-де-Андорінья
5. Вілар-ду-Параізу
6. Гріжó
7. Гулпільяреш
8. Канелаш
9. Каніделу
10. Крештума
11. Левер
12. Мадалена
13. Мафамуде
14. Олівал
15. Олівейра-ду-Дору
16. Педрозу
17. Перозінью
18. Сандіно
19. Санта-Марінья
20. Сан-Фелікс-да-Марінья
21. Сан-Педру-да-Афурада
22. Сейшезелу
23. Сермонде
24. Серзеду

## Галерея

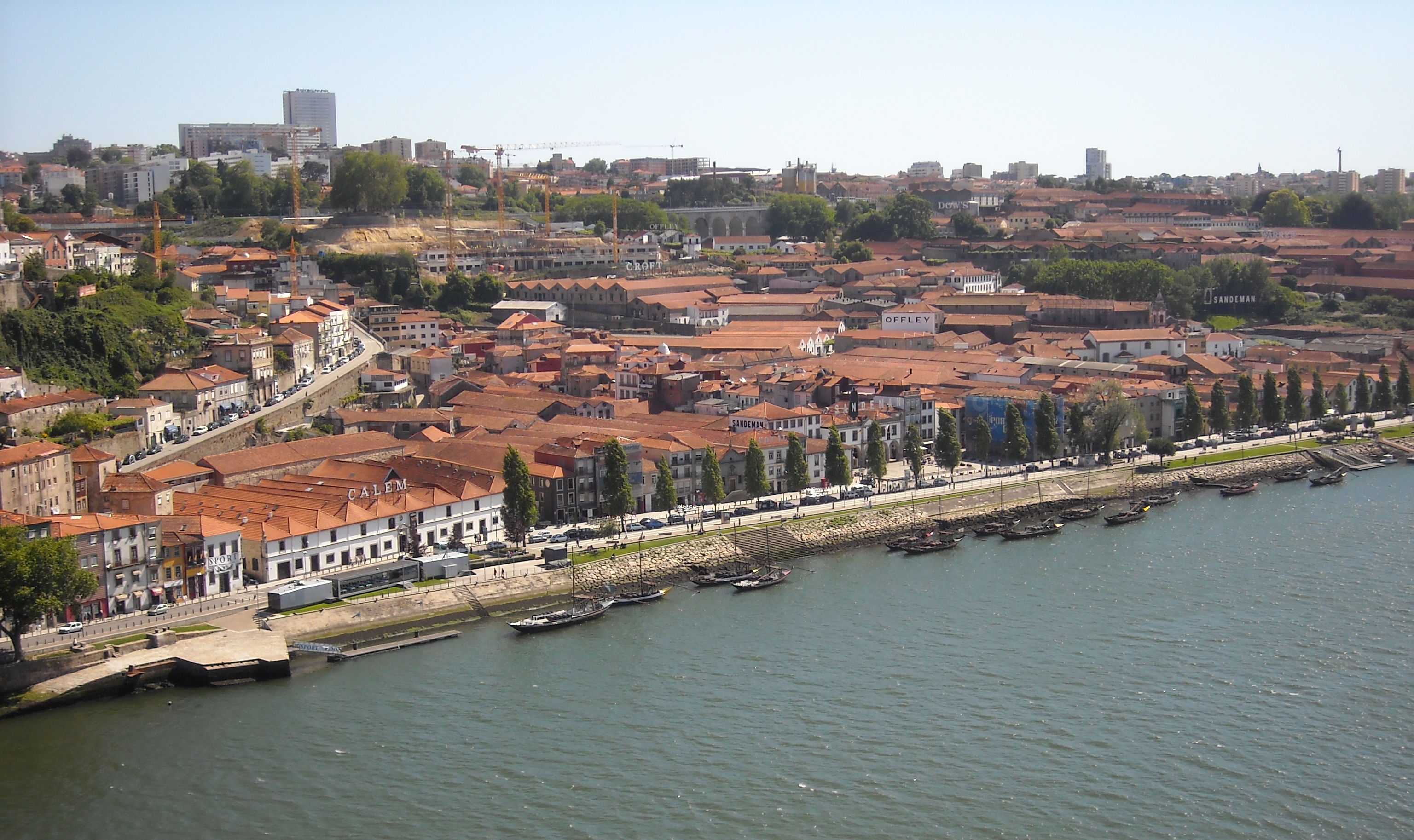
Рібейра міста Віла-Нова-ді-Гая, вид з Dom Luis I
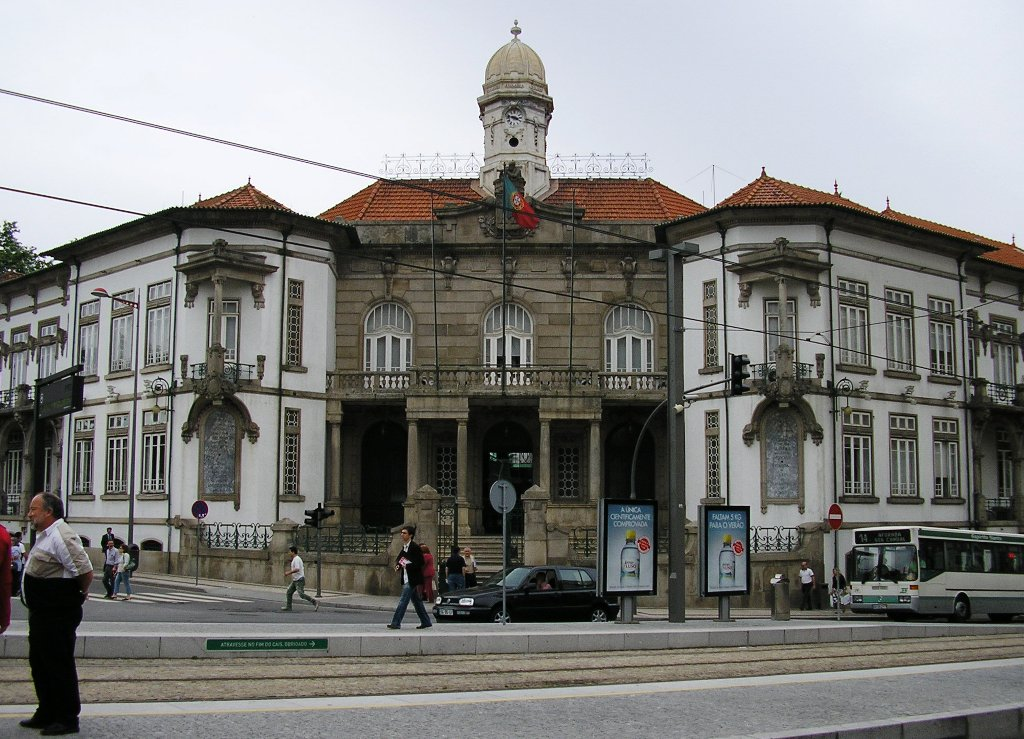
Будинок міської адміністрації
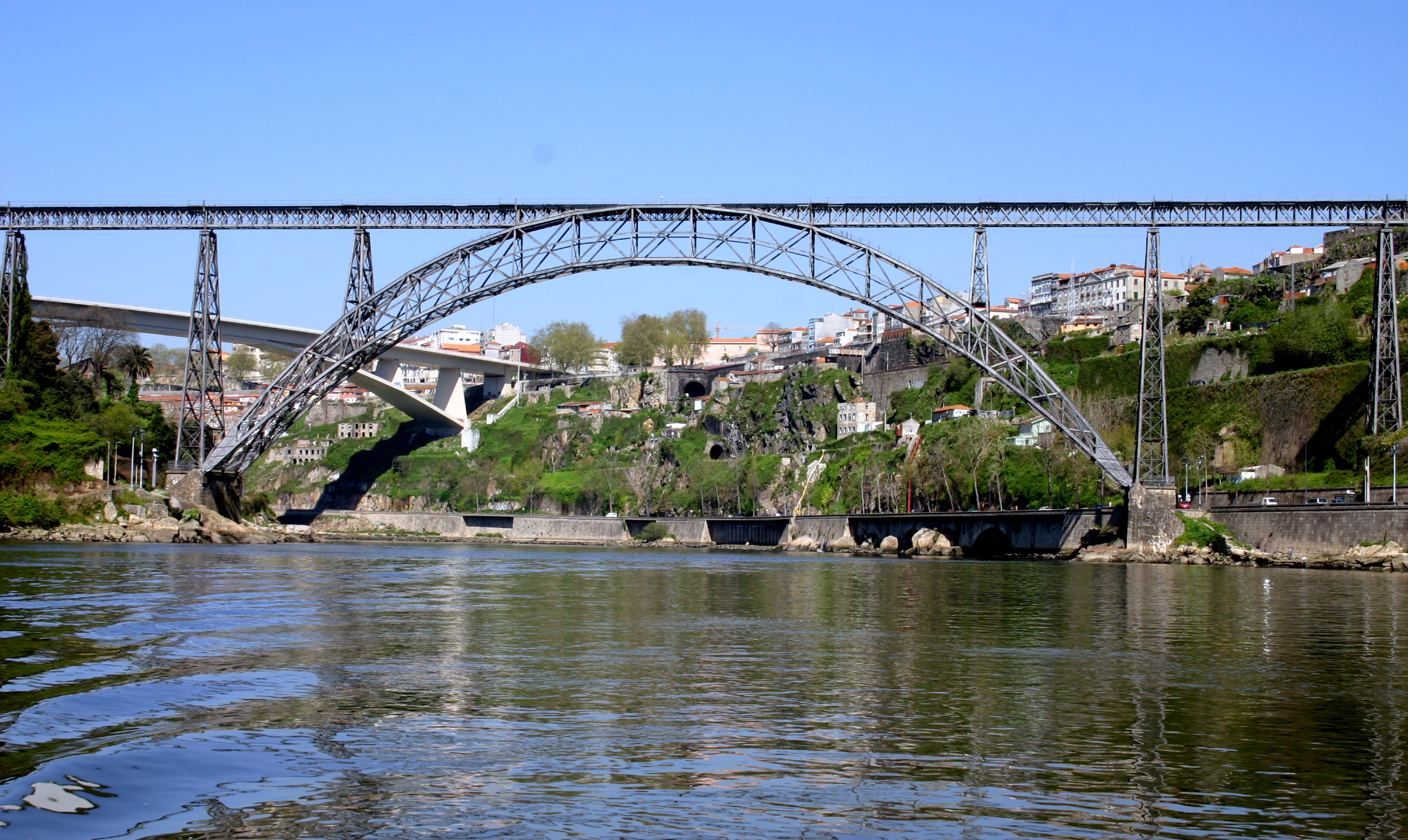
Ponte Maria Pia - міст Густава Ейфеля
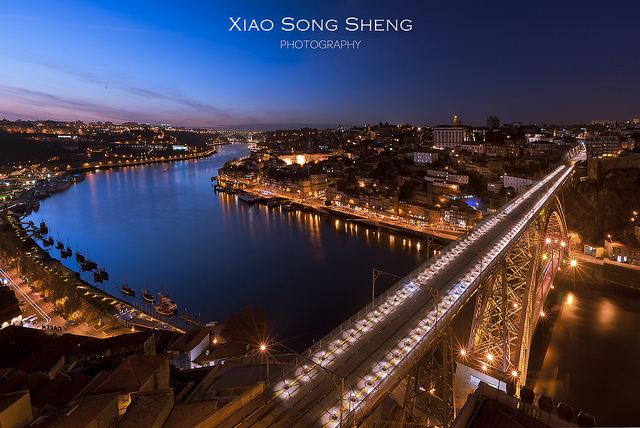
Вечірня панорама міст Порту і Гая
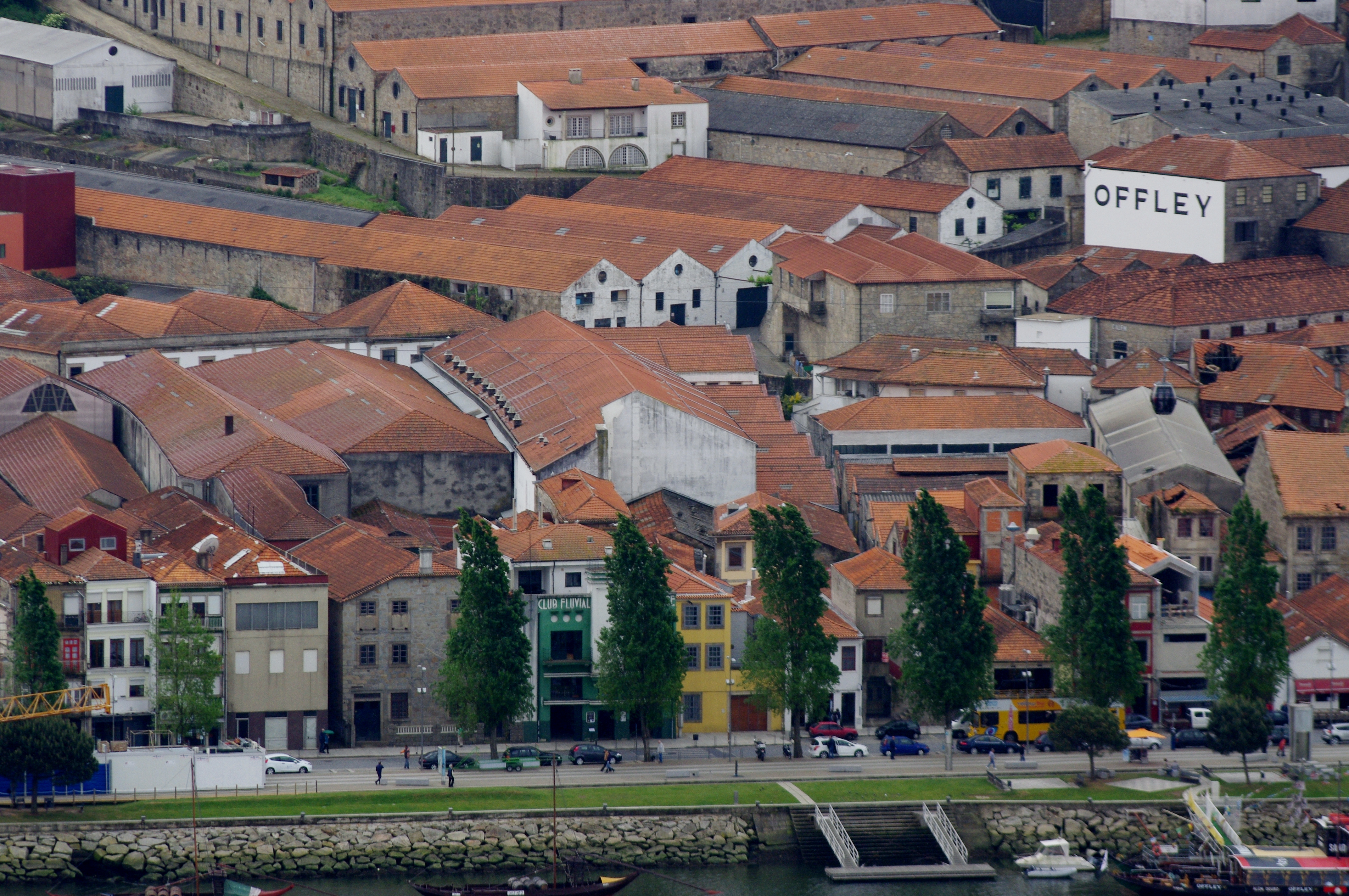
Всесвітньо-відомий виноробний квартал та дахи винних погребів